# Jack in the Box (ballet)
Pour les articles homonymes, voir Jack in the Box.
Jack in the Box est un ballet en trois actes de George Balanchine, sur une musique éponyme d'Erik Satie orchestrée par Darius Milhaud, avec des décors et costumes d'André Derain.

## Présentation
Créé à Paris par les Ballets russes de Serge de Diaghilev le 3 juin 1926 au théâtre Sarah Bernhardt, ce ballet raconte les mésaventures d'un petit diable espiègle bondissant hors de sa boîte (diable en boîte, jack-in-the-box en anglais), avec lesquelles s'amusent trois jeunes filles.

### Monographies
- Ornella Volta, Satie et la danse, Paris, Éditions Plume, 1992, 206 p. (ISBN 978-2-7021-2160-3)